# CHURU-CHUW
CHURU-CHUW（ちゅるっちゅう）は日本のバンド。神奈川県横浜市鶴見区出身、神奈川県内を中心に活動。ダブルフューチャー所属。

## 概要
- 1998年 - ボーカルのまんぼーを中心にCHURU-CHUWを結成。
- 2001年 - FM横浜「YOKOHAMA MUSIC AWARD」の第4期グランプリを受賞。
- 2002年 - 関東FM5局主催のコンテスト（FM横浜推薦）に出演し、グランプリ獲得。その時の曲「愛なんです」がNTTドコモ北海道のCMソングとして採用される。
- 2007年 - 鶴見区区制80周年事業として鶴見のテーマ曲に「つるみ川」が採用される。[1]
- 2008年2月2日 - 横濱開港150周年記念事業及び、みなとみらい線開業4周年記念事業の1つとして、みなとみらい駅で行われた「SubwayMusic Festival at みらいチューブ II」でみなとみらい駅の一日駅長に就任。[2]
- 2012年以降 - 横浜F・マリノスのホームゲーム時トリコロールランドで応援ソング「Winning flags」を定期的に演奏

## メンバー
- まんぼー - ボーカル
- しんいちろう - ギター
- あっち - ベース
- うり - ドラム

## ディスコグラフィ

### シングル
- 「手の中の愛とか」
- 「ちゅるっちゅう」 - 2002年7月25日発売

NTTドコモ北海道のCMソング「愛なんです」が収録されている。
- 「僕たちは旅に出る」 - 2003年5月23日発売
- 「魔法」 - 2004年7月26日発売
- 「明日は」 - 2005年6月18日発売
- 「VIVA HAPPY!」 - 2007年5月3日発売

鶴見区区制80周年事業として採用された地元鶴見のテーマ曲「つるみ川」が収録されている。
- 「Winning flags」-2018年8月15日発売

サッカークラブ「横浜F・マリノス」の応援ソング

### アルバム
- 「230」 - 2005年11月23日発売
- 「大切なコト。」 - 2009年11月18日発売

## 出演

### テレビ
バラエティ（準レギュラー以上のみ）
- 2004年5月 - 2005年3月、tvk「あっぱれ!KANAGAWA大行進」にレギュラー出演。
- tvk「YOKOHAMA MUSIC EXPLORER」 - レギュラーコーナー「CHURU-CHUWのオファーがあればなんでもできる」がある。
- YOU TV「ハマって鶴見」レギュラーコーナー 「CHURU-CHUWのVIVAちゅるみ」がある